# Pizza quattro formaggi
Pizza quattro formaggi tiếng Ý: [ˈkwattro forˈmaddʒi] (pizza bốn pho mát) là một loại pizza trong ẩm thực Ý được phủ lên trên với sự kết hợp của bốn loại pho mát, thường được nấu chảy cùng với sốt cà chua. Pizza quattro formaggi hiện phổ biến trên toàn thế giới bao gồm cả ở Ý, và là một trong những món mang tính biểu tượng trong thực đơn của các tiệm bánh pizza.

## Lịch sử
Theo truyền thống, phô mai bao gồm Mozzarella, là thành phần cơ bản, giúp duy trì độ ẩm trong khi nấu, bảo vệ một phần các loại phô mai khác khỏi sức nóng của lò nướng. Gorgonzola gần như có mặt một cách có hệ thống và là bộ đôi hoàn chỉnh với các loại phô mai địa phương khác, tùy thuộc vào khu vực, với Fontina và Parmigiano-Reggiano là những sự bổ sung điển hình, nhưng các biến thể khác bao gồm Pecorino, Ricotta, Stracchino, Robiola, Taleggio, Provola hun khói hoặc Caciocavallo. Bên cạnh Mozzarella, pizza sản xuất hàng loạt thường sử dụng các loại phô mai Parmesan, Romano, Asiago và các loại phô mai kiểu Ý khác, mặc dù một số loại sử dụng các loại phô mai không phải của Ý như phô mai Edam, Emmental và phô mai xanh. Việc lựa chọn pho mai không phải là ngẫu nhiên, chúng phải là loại nguyên béo hoặc ít béo và có nhiều hương vị khác nhau. Bên cạnh Mozzarella, quattro formaggi thường kết hợp giữa phô mai xanh hoặc phô mai chín, phô mai mềm (chẳng hạn như Emmental hoặc Gruyère) hoặc phô mai kem (chẳng hạn như Robiola hoặc Stracchino) và phô mai cứng (phô mai parmesan, phô mai pecorino hoặc phô mai bào).
Không giống như các loại pizza khác có lịch sử lâu đời, phong phú và được ghi chép lại, Quattro Formaggi, mặc dù nổi tiếng và chiếm ưu thế hơn nhưng có nguồn gốc kém rõ ràng hơn, do thành phần của nó quá rõ ràng. Pizza được cho là có nguồn gốc từ vùng Lazio vào đầu thế kỷ 18. Có những phiên bản ít rõ ràng hơn và gần đây hơn của nó, chẳng hạn như bánh pizza Quattro Latti có thể đi ngược lại với lịch sử ẩm thực.